# Harpacticus falklandi
Harpacticus falklandi är en kräftdjursart som beskrevs av T. Scott 1914. Harpacticus falklandi ingår i släktet Harpacticus och familjen Harpacticidae. Inga underarter finns listade i Catalogue of Life.